# Monti Kodar
I monti Kodar (in russo Кода́р?) sono un massiccio montuoso parte della regione del Transbajkal, nella Siberia meridionale, in Russia.

## Descrizione

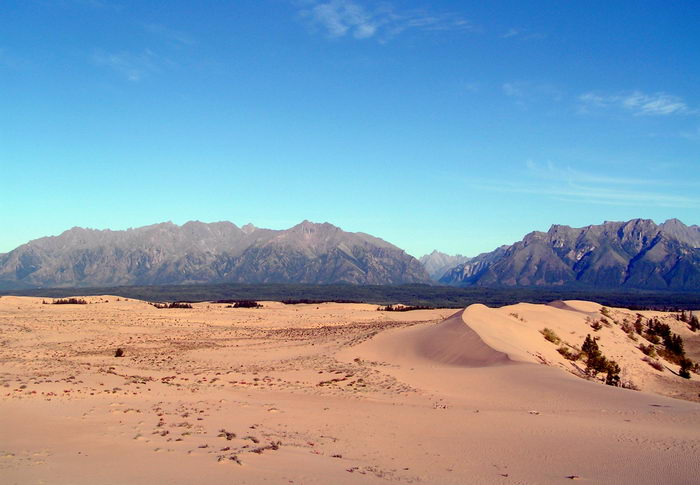
I monti Kodar visti dalle sabbie di Čara.

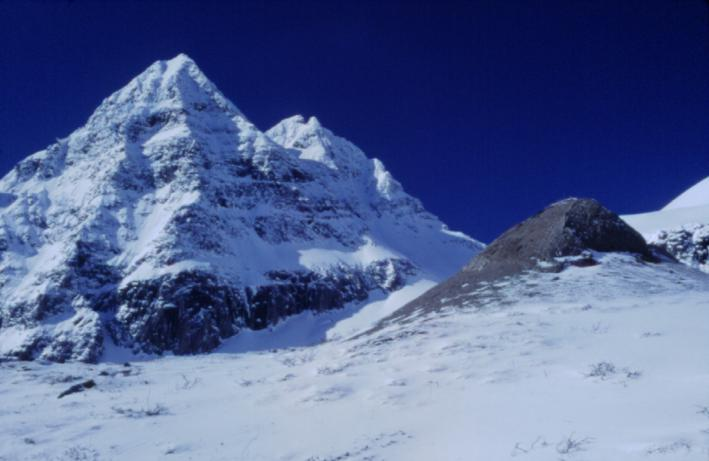
Il monte Lawinnyj.

I monti Kodar fanno parte dell'altopiano Stanovoj (da non confondere con i monti Stanovoj, situati più a est) che si estende dall'estremità settentrionale del lago Bajkal fino al fiume Olëkma. La catena montuosa è delimitata dai fiumi Vitim e Čara, entrambi affluenti della Lena. Il fiume Apsat scorre nelle valli comprese all'interno del gruppo.
La topografia consiste di valli strette e profonde che scendono di oltre 1.000 m dai terreni circostanti. I monti sono i più alti nella regione del Transbajkal e culminano nel picco BAM (3.072 m). I Kodar ospitano 34 ghiacciai tra i più isolati al mondo, distanti più di 1.200 km da altre masse di ghiaccio. I ghiacciai sono piuttosto piccoli: si estendono al massimo per 2,1 km e coprono complessivamente una superficie di 19 km².
Il clima della regione è di tipo subartico (gruppo Dwc secondo la classificazione dei climi di Köppen), con l'anticiclone russo-siberiano che abbassa le temperature e riduce le precipitazioni da novembre a marzo. In una misurazione degli anni '60 si sono registrate precipitazioni annue comprese tra 850 e 1.000 mm ad un'altitudine di 2.500 m, di cui il 50% costituite da neve. Sebbene precipitazioni nevose possano capitare in qualsiasi mese dell'anno, l'80% di queste cadono nella tarda primavera e nel primo autunno. Il piano nivale è situato tra i 2.200 e i 2.600 m s.l.m..
I monti sono ricoperti di boschi di larici e, oltre i 1.600 m di altitudine, di betulle, quindi prati montani e alpeggi.
Nella zona è presente una piccola area desertica (lunga 6 km e larga 3 km) nota come sabbie di Čara, derivante probabilmente dal prosciugamento di un lago glaciale.
Situato nella fossa di frattura del Bajkal, il gruppo è interessato da intensa attività sismica.
La regione divenne facilmente accessibile con la costruzione della ferrovia Bajkal-Amur e in seguito alla quale cominciò lo sfruttamento delle miniere della zona, ricche soprattutto di uranio, utilizzando il lavoro forzato di prigionieri. Nei pressi del fiume Čara si estrae la ciaroite, un minerale utilizzato prevalentemente per usi ornamentali, presente esclusivamente nella zona.
Il toponimo "Kodar" deriva da una parola in lingua evenki (khada) che significa "roccia".